# Metroid Prime
Metroid Prime – przygodowa gra akcji wyprodukowana przez Retro Studios i wydana przez Nintendo na GameCube 17 listopada 2002 roku. Jest to piąta gra należąca do serii Metroid i zarazem pierwsza z cyklu Prime. Produkcja jest też pierwszą częścią cyklu Metroid z grafiką 3D, a także pierwszą obserwowaną z perspektywy pierwszej osoby.

## Rozgrywka
Metroid Prime jest jednoosobową przygodową grą akcji (metroidvania) obserwowaną z perspektywy pierwszej osoby. Akcja gry toczy się na fikcyjnej planecie Tallon IV, a rozgrywa się pomiędzy wydarzeniami z gry Metroid (1986), a Metroid II: Return of Samus (1991). Gracz ponownie steruje poczynaniami łowczyni nagród i głównej protagonistki serii – Samus Aran. Na poziomach gry gracz zajmuje się rozwiązywaniem zagadek, skakaniem po platformach oraz strzelaniem do wrogów. Nieodzownym elementem gry jest zdobywanie przedmiotów usprawniających kombinezon głównej bohaterki oraz poszerzających jej wyposażenie. Część z nich jak np. Morph Ball umożliwia postaci gracza opanowanie specjalnych umiejętności pozwalających jej na dostanie się do obszarów, do których wcześniej nie miała dostępu.

## Odbiór
Metroid Prime została bardzo dobrze przyjęta przez krytyków, uzyskując wynik 97/100 według agregatora Metacritic i stając się jedną z najwyżej ocenianych gier w historii tego portalu. W recenzjach chwalono szczegółową grafikę, efekty specjalne, różnorodne lokacje, klimatyczną muzykę, innowacyjną rozgrywkę, a także sposób w jaki zaprojektowano poziomy gry. Produkcja otrzymała również tytuł „Gry roku” od takich organizacji jak m.in. Game Developers Choice Awards, GameSpot czy GameSpy, a w 2012 roku magazyn „Time” uznał Metroid Prime za jedną ze stu najwybitniejszych gier wideo wszech czasów.